# 橋本三智弘
橋本 三智弘（はしもと みちひろ、1961年 - 消息不明）は、日本の元俳優。

## 略歴
野球漫画『ドカベン』の実写映画にて一般応募で主人公の山田太郎に選ばれた。
オーディションの頃は中学生で、映画撮影は高校一年の頃。当時の高校野球部は映画などに出演すると退部しなければいけなかったので、野球部を退部し応援団へ入部。
俳優活動はこの映画のみであり、現在の消息は不明である。

## 出演作品

### 映画
- ドカベン（1977年、東映） - 山田太郎